# Hôtel de Bourvallais
L'Hôtel de Bourvallais è un palazzo situato a Place Vendome nel I arrondissement di Parigi, che ospita, dopo la sua confisca nel 1718, la sede del Ministero della Giustizia francese.